# Saigon (Fluss)
Der Saigon (vietnamesisch Sông Sài Gòn) ist ein Fluss in Kambodscha und Vietnam. Südöstlich von Ho-Chi-Minh-Stadt mündet er in den Đồng Nai, der ab dieser Stelle dann Nhà Bè genannt wird.